# Beatriu Civera
Empar-Beatriu Martínez Civera, más conocida por su nombre literario, Beatriu Civera (Valencia, 29 de abril de 1914- 1995), fue una novelista española.

## Biografía
Nació en la calle de las Monjas de Valencia. Colaboró desde la década del 1930 al diario La voz Valenciana, con artículos en valenciano. Durante la guerra inició una breve carrera periodística que quedó rota con la victoria franquista. Fue una de las pocas voces literarias que se decantó por la novela en la Comunidad Valenciana de posguerra. Es autora de cuatro novelas, de las cuales tan solo dos fueron publicadas: Entre el cielo y la tierra (1956) y Una mujer como otra (1961). El 1959 obtuvo la placa a la mejor novela o encuentro de cuentos de los Juegos Florales de Lo Rat Penat. También publicó cuentos, colaborando con revistas valencianas como por ejemplo Sicània o Pensado y hecho. El año 1975, con 61 años ganó el premio Víctor Català con Vidas ajenas.
A partir de la década del 1960 compaginó su tarea literaria con el trabajo de carácter periodístico, destacando su colaboración en el suplemento València, del diario Levante entre 1954 y 1970, época en la que coincidió con la también escritora y periodista Carmelina Sánchez-Cutillas. Fue secretaria general de Lo Rat Penatt.
Según F. Carbón y V. Simbor, las dos novelas de Beatriu Civera, Entre el cielo y la tierra y Una mujer como otra, «explotan el vertiente folletinesca de la novela melodrámatica y de la novela rosa o sentimental, respectivamente».

## Narrativa breve
- Fantasies. Valencia: Sicània
- El Senyor Octavi. Valencia: Sicània
- El rossinyol i el teuladí. Valencia: Sicània
- Simonet el revolucionario. Valencia: Sicània
- Autonomies. Barcelona, 1958
- Un pobre home?, 1959
- L'encís del cel·luloide. Valencia: Sicània, 1961 [infantil]
- Tan sols una mentida. Valencia: Sicània, 1961 [infantil]
- Vides alienes. Barcelona: Selecta, 1975
- Una veu que clama en el desert. Valencia: Gregal, 1985
- Confidencial. Valencia: Gregal, 1985

## Novela
- Entre el cel i la terra. Valencia: Sicània, 1956
- Una dona com una altra. Valencia: Sicània, 1961